# Fußballnationalmannschaft der Nördlichen Marianen
Die Fußballnationalmannschaft der Nördlichen Marianen ist das Auswahlteam des amerikanischen Außengebietes der Nördlichen Marianen im Pazifik. Sie gehört dem Kontinentalverband AFC sowie dem Regionalverband EAFF an.

## Geschichte
Die Nördlichen Marianen sind kein Mitglied des Weltfußballverbandes FIFA, waren aber von 1983 bis Juni 2009 assoziiertes Mitglied in der Oceania Football Confederation (OFC) und anschließend bis Dezember 2020 assoziiertes Mitglied der Asian Football Confederation (AFC). Im Dezember 2020 wurden sie schließlich Vollmitglied der AFC.
2013 nahm die Mannschaft erstmals an der Qualifikation für den AFC Challenge Cup 2014 teil, verlor aber die drei Spiele gegen Bangladesch, Nepal und Palästina ohne ein Tor erzielt zu haben.
Am 26. September 2014 verweigerte der Weltfußballverband FIFA dem Verband die Mitgliedschaft mit der Begründung, dass die Nördlichen Marianen kein unabhängiger Staat sind. Daraus resultierend ist es der Mannschaft auch trotz des zwischenzeitlichen Beitritts zur AFC nicht möglich, an Qualifikationen zu Weltmeisterschaften teilzunehmen.

## Trainer
Im Februar 2007 ernannte der Verband mit Jeff „Ziggy“ Korytoski zum ersten Mal einen hauptamtlichen Trainer, der auch für die Frauennationalelf zuständig sein sollte. Korytoski hat in den USA mehrere Universitätsmannschaften trainiert und wurde mit der Elf des Penn State University Women's Club 2001 US-Hochschulmeister.
- Stefan Bossler (1997–1998)
- Jeff Korytoski (2007)
- Nicolas Swaim (2008)
- Sugao Kambe (2009)
- Nicolas Swaim (2010)
- Chikashi Suzuki (2012)
- Koo Luam Khen (2013)
- Kiyoshi Sekiguchi (2014–2017)
- Michiteru Mita (2017–)

## Teilnahmen an Fußball-Weltmeisterschaften
Da die Nördlichen Marianen bislang kein FIFA-Mitglied sind, konnten sie bislang an keiner WM-End- oder Qualifikationsrunde teilnehmen.
- 1930 bis 2026 – nicht teilgenommen

## Teilnahmen anFußball-Ostasienmeisterschaften
- 2008 – Vorqualifikation (10. Platz)
- 2010 – Erste Qualifikationsrunde (4. Platz)
- 2013 – Erste Qualifikationsrunde (3. Platz)
- 2015 – Erste Qualifikationsrunde (4. Platz)
- 2017 – Erste Qualifikationsrunde (4. Platz)
- 2019 – Erste Qualifikationsrunde (4. Platz)
- 2022 – nicht qualifiziert

## Teilnahme an denSüdpazifikspielen
- 1983 – zurückgezogen